# Love Metal
Love Metal är det fjärde studioalbumet av det finländska rockbandet HIM. Albumet gavs ut den 4 april 2003 på Sony BMG. Symbolen på skivomslaget är ett så kallat "heartagram"; bandets egna logotyp, skapad av sångaren Ville Valo.
Bandet använder ofta sin genom detta album egenskapade term "love metal" som en definition för sin musikgenre. Dock är inte detta någon riktig genre.

## Låtlista
1. Buried Alive by Love
2. The Funeral of Hearts
3. Beyond Redemption
4. Sweet Pandemonium
5. Soul on Fire
6. The Sacrament
7. This Fortress of Tears
8. Circle of Fear
9. Endless Dark
10. The Path
11. Loves Requiem (Bonus)